# 古川浩太郎
古川 浩太郎（ふるかわ こうたろう、1994年12月25日 - ）は、ラグビーユニオン選手。

## 略歴
東福岡高校では、福岡県選抜に選ばれ、高校日本代表候補になった。
2013年、専修大学に進学。
2017年、日野自動車レッドドルフィンズ(現・日野レッドドルフィンズ)に加入。同年9月9日に行われたジャパンラグビートップチャレンジリーグ中国電力戦に先発出場で公式戦初出場を果たす。
2023年、日本製鉄釜石シーウェイブスRFCに加入。
2025年5月、日本製鉄釜石シーウェイブスを退団。在籍中の公式戦出場機会は無かった。